# Étienne de Poncins
Étienne de Poncins (né le 6 mars 1964) est un diplomate français, ambassadeur de France en Ukraine de 2019 à 2023.
Il est ensuite nommé ambassadeur de France en Pologne, poste qu'il rejoint à l'été 2023.

## Formation
Étienne de Poncins est diplômé de Sciences Po Paris et ancien élève de l'École nationale d'administration (ENA). Il est également licencié en histoire de l'université Panthéon-Sorbonne. En 1988, à 24 ans, il effectue son stage de six mois de l'ENA à Bucarest dans la Roumanie du dictateur Ceaușescu, un stage qui le « marqu[era] au fer rouge », écrit-il dans ses mémoires, Au cœur de la guerre parues en 2022. 

## Carrière
Étienne de Poncins occupe divers postes en tant qu'ambassadeur de France ; d'abord en Bulgarie (2007-2010) puis au Kenya (2010-2013) et simultanément en Somalie,.
Étienne de Poncins est ambassadeur de France en Ukraine de 2019 à 2023, durant l'invasion russe de l'Ukraine. Il est l'un des derniers hauts diplomates restés en Ukraine (ayant déménagé à Lviv) au milieu de l'invasion russe de l'Ukraine en 2022. Il déclare au média politique américain Politico : « Vous êtes ici dans les moments et les heures difficiles. Je me serais senti très mal si j'étais parti. » Il retourne ensuite à Kiev pour y rouvrir l'ambassade de France le 15 avril 2022. 
Étienne de Poncins est ensuite ambassadeur à Varsovie à partir de l'été 2023.

## Distinctions
- Chevalier de la Légion d'honneur (2015)
- Officier de l'ordre national du Mérite (2022)
- Chevalier de l'ordre du Mérite (Ukraine) de deuxième classe (2023)[9]

## Publications
- Au cœur de la guerre - parfois sous-titré « Le récit exceptionnel de l'ambassadeur de France en Ukraine », XO éditions, 2022
- La Constitution européenne en vingt-cinq clefs.
- Vers une Constitution européenne : texte commenté du projet de traité constitutionnel établi par la Convention européenne.
- Le Traité de Lisbonne en 27 clés.